# 아흐마드 알샤라
아흐마드 후사인 알샤라(아랍어: أحمَد حُسين الشرع, 아랍어 발음: [ʔaħ.mad ħu.sajn aʃ.ʃara], 1982년 10월 29일~)는 시리아의 군인, 대통령이다. 아부 무함마드 알자울라니(아랍어: أبو محمد الجولاني, 아랍어 발음: [ʔa.buː mu.ħam.mad al.dʒaw.laː.niː])라는 전쟁 가명으로도 알려져 있으며 2017년부터 헤이아트 타흐리르 알샴(HTS)의 아미르를 역임했다. HTS의 리더로서 2024년 시리아 반군 공세를 지휘하며 아사드 정권의 몰락을 만들었고 2025년 1월 29일 과도기의 임시 시리아 대통령으로 취임했다.
알샤라는 사우디아라비아 리야드에서 골란고원 시리아인 가정에서 태어났다. 2003년 이라크 침공 직전에는 이라크 알카에다에 합류해 3년간 이라크 반군에 참여했다. 2006년부터 2011년까지 미군에 의해 체포되어 투옥되었다. 그의 석방은 시리아 혁명과 동시에 일어났으며, 그는 2012년에 알카에다의 지원을 받아 알누스라 전선을 창설하여 바트당 정부에 맞서는 시리아 내전에 참여했다. 알누스라 전선의 아미르로서 알샤라는 이들리브 주 북서쪽에 거점을 건설하고 알누스라를 이슬람 국가에 통합시키려는 아부 바크르 알바그다디의 시도에 반대했다. 이 분쟁은 알누스라와 이슬람 국가 사이의 공개적인 갈등으로 이어졌다.
미 국무부는 2013년 5월 알샤라를 "특별 지정 글로벌 테러리스트"로 지정했으며 4년 후 그를 체포하는 데 도움이 되는 정보에 대해 1천만 달러의 보상금을 발표했다. 보상 제안은 알샤라가 바바라 A. 리프 근동 문제 담당 차관보가 이끄는 미국 대표단을 만난 후 2024년 12월에 취소되었다.
2016년에 알샤라는 알카에다와 알누스라의 관계를 끊고 다른 조직과 합병해 이듬해 헤이아트 타흐리르 알샴(Hay'at Tahrir al-Sham)을 설립했다. 알카에다와 결별한 이후 그는 글로벌 지하드 목표보다는 시리아 거버넌스에 초점을 맞춰 국제적 정당성을 추구해왔다. HTS는 자신이 통제하는 영토에 행정부를 설립해 세금을 징수하고, 공공 서비스를 제공하고, 주민들에게 신분증을 발급했지만, 권위주의적 전술과 반대 의견 탄압으로 인해 비판을 받아왔다. 최근 몇 년 동안 그는 서구 국가들과 전쟁을 벌일 생각이 없으며 소수자를 보호하겠다고 다짐하는 등 좀 더 온건한 자신의 견해를 제시했다.

## 같이 보기
- 사이프 알아델